# Niskavuori-filmerna
Niskavuori-filmerna är ett antal finländska filmer med början med Niskavuoren naiset (Kvinnorna på Niskavuori) 1938. Sju biograffilmer och två tevefilmer har gjorts, varav den senaste är Niskavuori, regisserad av Matti Kassila 1984.
Kvinnorna på Niskavuori hade premiär som teaterpjäs 1936 på Finlands nationalteater och baserade sig på manus av Hella Wuolijoki under pseudonymen Juhani Tervapää. Pjäsen regisserades av Eino Salmelainen. Hella Wuolijoki skrev sammanlagt fem teaterpjäser i serien.

## Innehåll
Filmerna utspelar sig på en gård i Tavastland mellan 1890-talet och 1940-talet. Ställets välgång hänger på viljestarka kvinnor med ägarinnan Loviisa i spetsen.
Berättelserna skrevs inte i tidsordning. Den första berättelsen, Kvinnorna på Niskavuori, utspelar sig i Finland på 1920-talet. Godsägarfrun Loviisa spelas i filmen av Olga Tainio. Sonen Aarne (Tauno Palo) har ingått ett förnuftsäktenskap med Martta (Hillevi Lagerstam) och vantrivs i detta. Till byn anländer då med moderna idéer folkskollärarinnan Ilona (Sirkka Sari), som inleder ett förhållande med Aarne. De gifter sig och flyttar till Helsingfors.
Filmen Kvinnorna på Niskavuori regisserades av Valentin Vaala, liksom den andra filmen Loviisa 1946, baserad på en teaterpjäs från 1940 och med en berättelse som utspelas på 1890-talet. Den rika bondflickan Loviisa (Emma Väänänen) kommer till det nedgångna Niskavuori som brud, men finner att maken Juhani (Tauno Palo) är kär i mejerskan Malviina (Kirsti Hurme).
Edvin Laine regisserade den tredje filmen Heta från Niskavuori 1952, baserad på en pjäs från 1950. Rauni Luoma spelar Juhanis syster Heta som blivit gravid, men övergivits och som gifter sig med drängen Akusti (Kaarlo Halttunen) och blir torpare.
I Aarne från Niskavuori 1954, baserad på pjäsen Niskavuoris bröd 1939, återvänder Aarne med Ilona till fädernegården och försonar sig med modern. 
Den sista filmen i den ursprungliga serien är Niskavuoris kamp från 1957, baserad på en pjäs från 1953. Under fortsättningskriget är Aarne vid fronten och stupar där. Ilona och barnen sköter gården. En främling, som visar sig vara Juhani Niskavuoris och Malviinas son, anländer. Han gör efter kriget en politisk karriär, samtidigt som Niskavuori styckas upp i mindre hemman.
Valentin Vaala gjorde Kvinnorna på Niskavuori i en ny version i färg 1958, nu med händelserna utspelade på 1950-talet. Matti Kassila spelade in en sammanslagning av Kvinnorna på Niskavuori och Niskavuoris Aarne 1984: Niskavuori.